# Noah Bitsch
Pour les articles homonymes, voir Bitsch.
Noah Bitsch est un karatéka allemand né le 29 septembre 1989 à Siegburg. Il a remporté une médaille de bronze en kumite moins de 75 kg aux championnats d'Europe de karaté 2012 à Adeje puis aux championnats du monde de karaté 2014 à Brême avant de remporter la médaille d'argent dans la même catégorie aux championnats d'Europe de karaté 2015 à Istanbul et aux Jeux mondiaux de 2013 à Cali puis à nouveau une médaille de bronze aux championnats d'Europe de karaté 2016 à Montpellier.